# آني ويب بلانتون
آني ويب بلانتون (بالإنجليزية: Annie Webb Blanton)‏ هي سفرجات أمريكية، ولدت في 19 أغسطس 1870 في هيوستن في الولايات المتحدة، وتوفيت في 2 أكتوبر 1945 في أوستن في الولايات المتحدة.